# Dragster

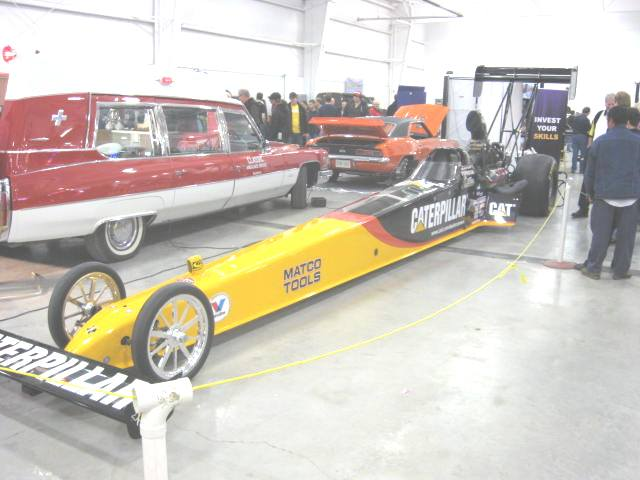
Un dragster della Caterpillar

Il dragster è un tipo di veicolo da competizione utilizzato per gare di accelerazione. Ha un motore scoperto nel quale il carburante viene iniettato nei cilindri tramite iniezione meccanica continua, ed è dotato di singola o doppia accensione, a seconda della classe.

## Descrizione
Le massime potenze sviluppate da tali motori sono nell'ordine degli 8000–13000 CV. Questi motori sono spinti talmente al limite che non sono in grado di funzionare alla massima potenza per più di 10 secondi e, pertanto, non è possibile stabilire con esattezza le reali potenze sviluppate, infatti le potenze sono calcolate in base alla quantità di nitrometano consumata. I motori top fuel montano un motore V8 HEMI di origine Chrysler. Per fare un paragone di potenza, le monoposto da Formula 1 odierne hanno circa 1000 CV, mentre negli anni ottanta, precisamente nel 1986,ultimo anno con il turbocompressore a pressione libera (nel 1988 limitato a 4 bar e poi abolito, fino all'avvento dei 1 6 turbo) arrivavano a 1400 CV massimi nei giri singoli delle qualifiche, con pressione a 5.5 bar.
Le straordinarie potenze vengono garantite da un grande compressore volumetrico, in grado di fornire una pressione di sovralimentazione spesso superiore a 3 bar, e dal nitrometano. Tutti i motori utilizzati in questa categoria sono a due valvole per cilindro, una per l'aspirazione della miscela e l'altra per l'uscita dei gas di scarico; la distribuzione è ad aste e bilancieri e gli scarichi sono corti e privi di qualunque tipo di filtro, il che fornisce una scarsissima presenza di gas di scarico nei cilindri al momento dello scoppio. Ciò fa incrementare la potenza e quindi la coppia erogate. La cilindrata spesso supera i 10 000 cm³ e la cifra del numero di giri del motore è intorno a 8500. La trasmissione è priva di cambio (trasmissione diretta) e la frizione è multidisco multistadio. Sono privi di impianto di raffreddamento. 
I consumi di carburante sono elevatissimi; vengono bruciati più di 100 litri in circa 10 secondi. Tra una prova di gara e l'altra i motori girano per circa 3 minuti (warm-up, burnout e gara) dopo i quali l'unità viene completamente disassemblata e ricostruita. Molto spesso si distruggono prima del traguardo. Il rumore provocato da questi motori è di 150 decibel. Tutto questo porta i dragster ad accelerare da 0 a 160 km/h in meno di un secondo e di percorrere i 400 metri da fermo in meno di cinque secondi con velocità di uscita spesso superiori ai 500 km/h.
Per ottenere un assetto in grado di consentire il raggiungimento della massima velocità, la carrozzeria e la meccanica dei veicoli vengono semplificate al massimo. Di solito, le macchine hanno una caratteristica forma piatta, molto allungata per dare la necessaria stabilità ad alta velocità, con piccole e leggere ruote anteriori e pneumatici di grande sezione montati su quelle posteriori.
La propulsione avviene per mezzo di motori sovralimentati; nelle categorie più spinte viene utilizzato nitrometano (fino al 85% della miscela) oltre che alla benzina o al metanolo. Un paracadute agevola la frenata alla fine della gara. A seconda del tipo di motore, pneumatici e carburante impiegati, esistono differenti categorie, tra cui anche quelle motociclistiche.
Le competizioni sono disputate su piste rettilinee di distanze inferiori al miglio: solitamente un quarto di miglio, o 1320 piedi, cioè all'incirca 402 metri. Le auto la percorrono in meno di 5 secondi toccando velocità di oltre 500 km/h (circa 311 miglia orarie). L'accelerazione brutale (stimata in 6 G) fa sì che molti piloti subiscano svariati infortuni durante la carriera, come il distacco della retina dall'occhio a causa del violento spostamento indietro del corpo. I dragster gareggiano a coppie, a eliminazione diretta, e corrono affiancati con partenza da fermo.
Le corse di dragster vennero inventate come forma di competizione automobilistica spettacolare negli Stati Uniti intorno agli anni trenta; ebbero una grande diffusione intorno agli anni sessanta e successivamente si estesero anche ad altri paesi, quali Giappone e Australia.